# 聖アンナと聖母子
『聖アンナと聖母子』（せいアンナとせいぼし、（伊: Sant'Anna, la Vergine e il Bambino con l'agnellino、仏: La Vierge, l’Enfant Jésus et sainte Anne）は、ルネサンス期の芸術家レオナルド・ダ・ヴィンチが1508年ごろに描いた絵画。聖母マリアと幼児キリスト、そしてマリアの母聖アンナが油彩で描かれた板絵で、パリのルーヴル美術館が所蔵している。自身が将来遭遇する受難の象徴である生贄の子羊をしっかりと手でつかむキリストと、それをたしなめようとしているマリアの姿が描かれている。

## 来歴
レオナルドは1498年に、この三人を一つの作品に描くための習作ともいえる、現在はロンドンのナショナル・ギャラリーが所蔵する、『聖アンナと聖母子と幼児聖ヨハネ』を描いている。もともとこの作品はフィレンツェの教会サンティッシマ・アンヌンツィアータ の祭壇画として制作依頼されたものだったが、レオナルドはこの絵画に加筆を続けて終生手放すことはなく、その結果未完の作品であるともいわれている。

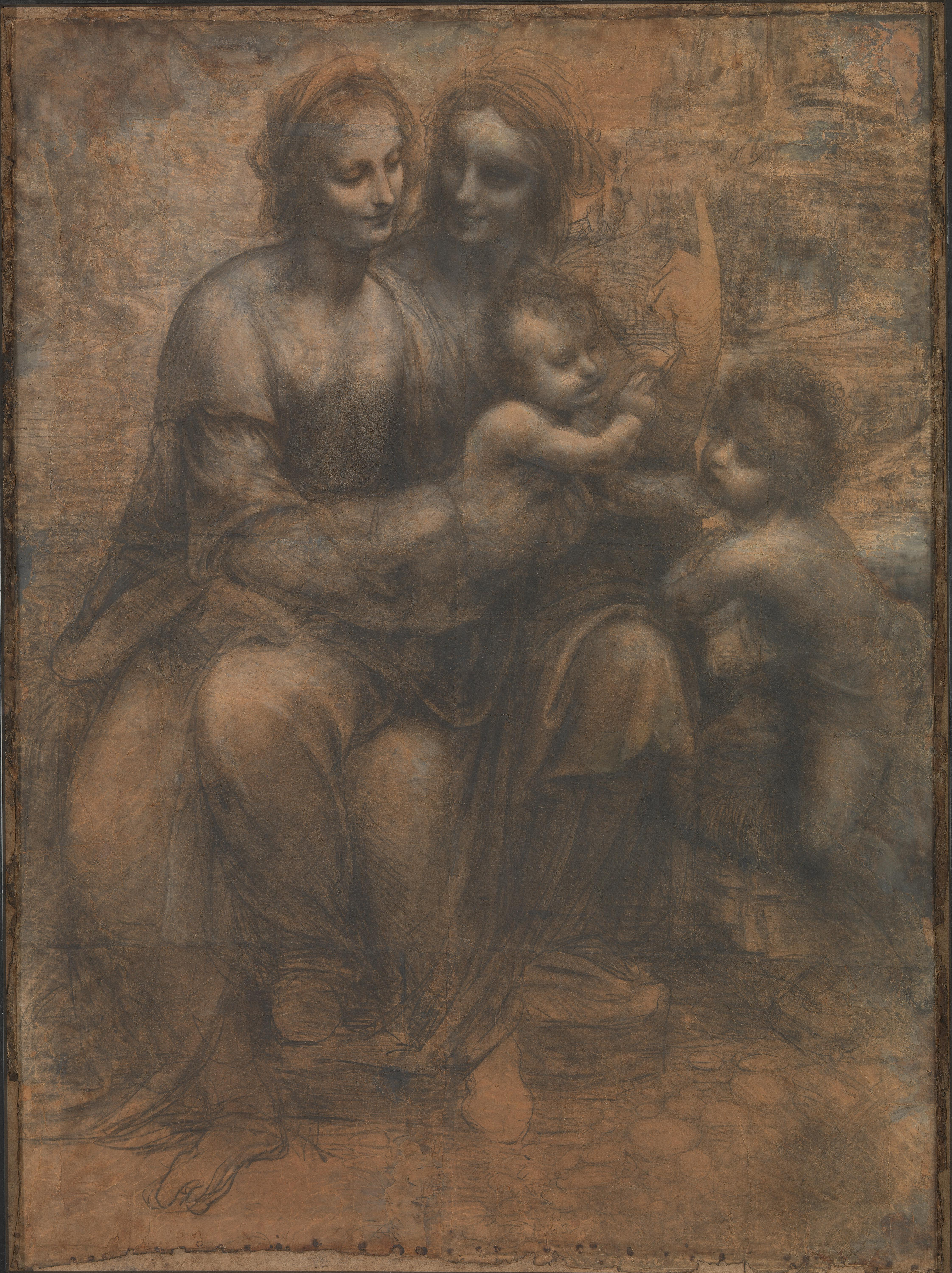
『聖アンナと聖母子と幼児聖ヨハネ』（1498年）
ナショナル・ギャラリー（ロンドン）

2008年にルーヴル美術館のキュレータが、『聖アンナと聖母子』の絵具層の下に、レオナルドの筆によると思われるうっすらとしたスケッチを発見している。これは赤外線リフレクトグラムによる調査で判明したもので、レオナルドが1505年に手がけた未完の壁画『アンギアーリの戦い』に描かれたものと酷似した、「7インチから4インチの馬の頭部」が描かれていることが分かっている。さらに 61⁄2 から4インチの頭蓋骨が半分と、子羊と幼児キリストのスケッチがあり、これは『聖アンナと聖母子』に描かれている子羊とキリストに似ている。ルーヴル美術館の広報担当はこれらのスケッチについて「まず間違いなく」レオナルドの真筆であり、レオナルドの作品の下絵としては世界で最初に発見されたものだと発表した。これらの下絵は、『聖アンナと聖母子』の修復作業に伴って専門家たちによってさらなる調査を行うことが、2008年時点で予定されている。

## フロイト学派による解釈
オーストリア人精神分析学者ジークムント・フロイトは『レオナルド・ダ・ヴィンチの幼年期のある想い出』というエッセイを書いた。このエッセイでフロイトが唱えた説によると、マリアの衣服には横むきのハゲワシの姿が隠されているとしている。この「ハゲワシ」についてフロイトは、レオナルドが幼少の頃から「受身の同性愛者」だったことの表れであるとし、さらにミラノのアンブロジアーナ図書館が所蔵するレオナルドの『アトランティコ手稿』にも、幼少期のレオナルドとハゲワシのエピソードが書かれていると主張した。フロイトは『アトランティコ手稿』に書かれたレオナルドの記述を次のように解釈している。

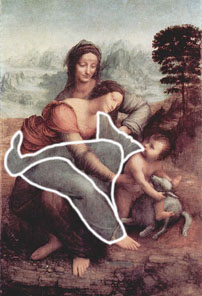
フロイトが「横向きのハゲワシ」だと主張したマリアの衣服。左側が上を向いた頭部であるとする (作品画像は修復以前)。

フロイトによるとレオナルドのこの空想は、母親の乳首を含んでいたころの記憶に由来するとしている。さらにフロイトは、古代エジプト人はハゲワシにはメスしか存在せず風によって受精して卵を産むと考えており、ヒエログリフではハゲワシが母親を意味していることからも、この自説には根拠があると主張した。
しかしながら『アトランティコ手稿』に書かれていた「ハゲワシ」という言葉は、この手稿を翻訳したドイツ人による誤訳であって、実際にはレオナルドの空想に登場するこの鳥は腐肉食を主とするハゲワシではなく、基本的には捕食者たるトビ（カイト、(en:kite (bird))）だった。この指摘を受けたフロイトは、弟子のルー・アンドレアス・ザロメに自身の落胆ぶりを語っている。しかしながらフロイト学派の研究者の中には、このフロイトの説をトビにも当てはまるように何とか修正しようとするものも見られた。
また、レオナルドがアンナとマリアの親子をともに描くことを好んだことについてもフロイトの仮説がある。庶子として生まれたレオナルドは、実父と義母に育てられることに「適応する」前までは、実母に育てられていた。そして、レオナルドがキリストの母マリアとマリアの母アンナをとくに親密な様子で作品に描くことはレオナルドの愛情の表れであり、これはレオナルドがある意味「二人の母」を持っていたという体験に根ざしているとした。この仮説は『聖アンナと聖母子』、『聖アンナと聖母子と幼児聖ヨハネ』ともに、親子たるアンナとマリアが同年代で描かれており識別が難しいという点において注目に値する。

## 構成
『聖アンナと聖母子』は一見すると優しげで穏やかな絵画だが、詳細に分析するとなると難解な作品といえる。描かれている三者は極めて密接な構成で、マリアとキリストのポーズは強い関連性を持って描かれている。しかしながら構成を注意深く見ると、マリアがアンナの膝の上に座って描かれていることがわかる。この構成が何を意味しているのか、レオナルドがどのような意図でこのようなポーズでアンナとマリアを描いたのか、現在に至るまで判明していない。このような構成で描かれた絵画作品は他に例がなく、女性の膝に女性が座るという文化や習慣を持つ国や地域も該当する場所がない。また、座っているマリアとアンナの身長がはっきりとはしないとはいえ、明らかにアンナのほうが大きな人物として表現されている。このような微妙ではあるが、はっきりと認識できる二人の大きさの不調和は、レオナルドが二人を同年代の女性として描く代わりにアンナを大きく表現することによって、二人の親子関係を明確にしようとした可能性がある。そして大柄なアンナは土色（大地）の服を身につけ、足は水辺に、頭は空や山の頂に達している。アンナは単に空間的に巨大であるばかりでなく、大地と生命とをつなぐ地母神として描かれ、モナリザにも似た「すべてを知るものの笑い」（フマガッリ）を顔に浮かべているのである。

### 赤い石
しかしアンナはただ神話的に佇んでいるわけではない。というのもアンナの足下には紐につながれた赤く「やわらかい」石が描かれているという説があり、瑪瑙や柘榴だという論者に交じって、この赤い石を胎盤だとする解釈も存在してきた。もしそうであるならば―たとえば若桑みどりはこの立場である―レオナルドはまったく同時代的でない非宗教的な視点から生命を宿しつなぐものをとらえ、この絵に密かな注釈を施したということになる。

## 2011年の修復論争
2011年10月7日に、パリの芸術専門紙「Le Journal des Arts」が、ルーヴル美術館が数年間にわたって実施してきた『聖アンナと聖母子』の修復作業が、この絵画に予期せぬ致命的な損傷を与えるのではないかという記事を掲載した。その後2011年12月と2012年1月にも、それまで『聖アンナと聖母子』の修復を監督、助言してきた元ルーヴル美術館ならびにフランス国立美術館群の絵画修復所長セゴレーヌ・ベルジョン・ラングルと、元ルーヴル美術館絵画部門長ジャン＝ピエール・キュザンが、この修復作業を中断するように求めたという記事を掲載している。この二人は、現在の修復作業はやりすぎであり、専門家の立場からみても、過度な洗浄によってレオナルドが意図した以上に色調を明るくしすぎていると異議を呈した。その一方で、ルーヴル美術館の修復作業に対して賛意を示している専門家たちもいる。